# Hrabstwo York (Wirginia)

Piramida wieku hrabstwa

Hrabstwo York – hrabstwo w USA, w stanie Wirginia, według spisu z 2000 roku liczba ludności wynosiła 56 298. Siedzibą hrabstwa jest Yorktown.

## Geografia
Według spisu hrabstwo zajmuje powierzchnię 559 km², z czego 274 km² stanowią lądy, a 285 km² – wody.

### CDP
- Bethel Manor
- Yorktown

### Sąsiednie hrabstwa
- Hrabstwo Gloucester
- Hrabstwo James City